# Mittelbronn
Ne doit pas être confondu avec Mittelbrunn.
Mittelbronn est une commune française située dans le département de la Moselle en région Grand Est.
Cette commune se trouve dans la région historique de Lorraine et fait partie du pays de Sarrebourg.

## Géographie
Mittelbronn est une commune du nord-est de la France de moins de 1 000 habitants située dans le département de la Moselle. Metz (la préfecture du département) se situe à environ 86 kilomètres du village. Mittelbronn est voisine de Phalsbourg, le chef-lieu du canton.

### Communes limitrophes
| Zilling                | Vescheim    | Vilsberg    |
| Bourscheid             | Mittelbronn | Phalsbourg  |
| Saint-Jean-Kourtzerode | Henridorff  | Dannelbourg |

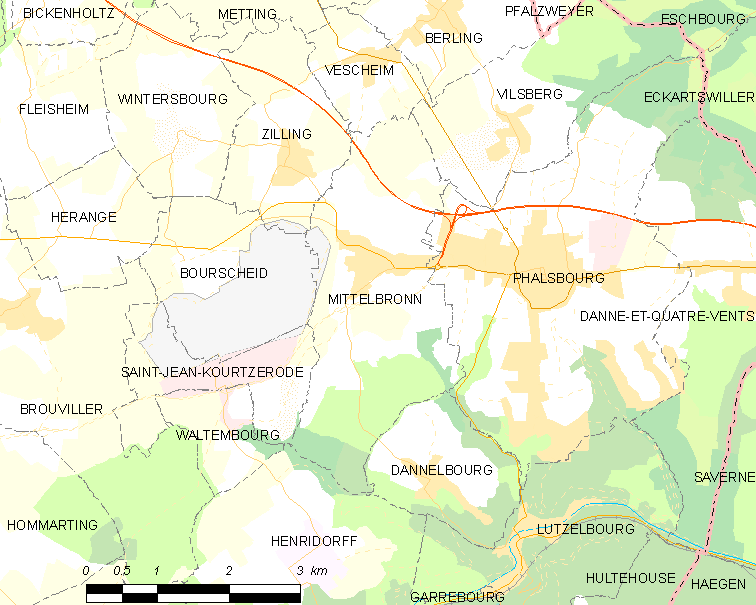
Carte de la commune
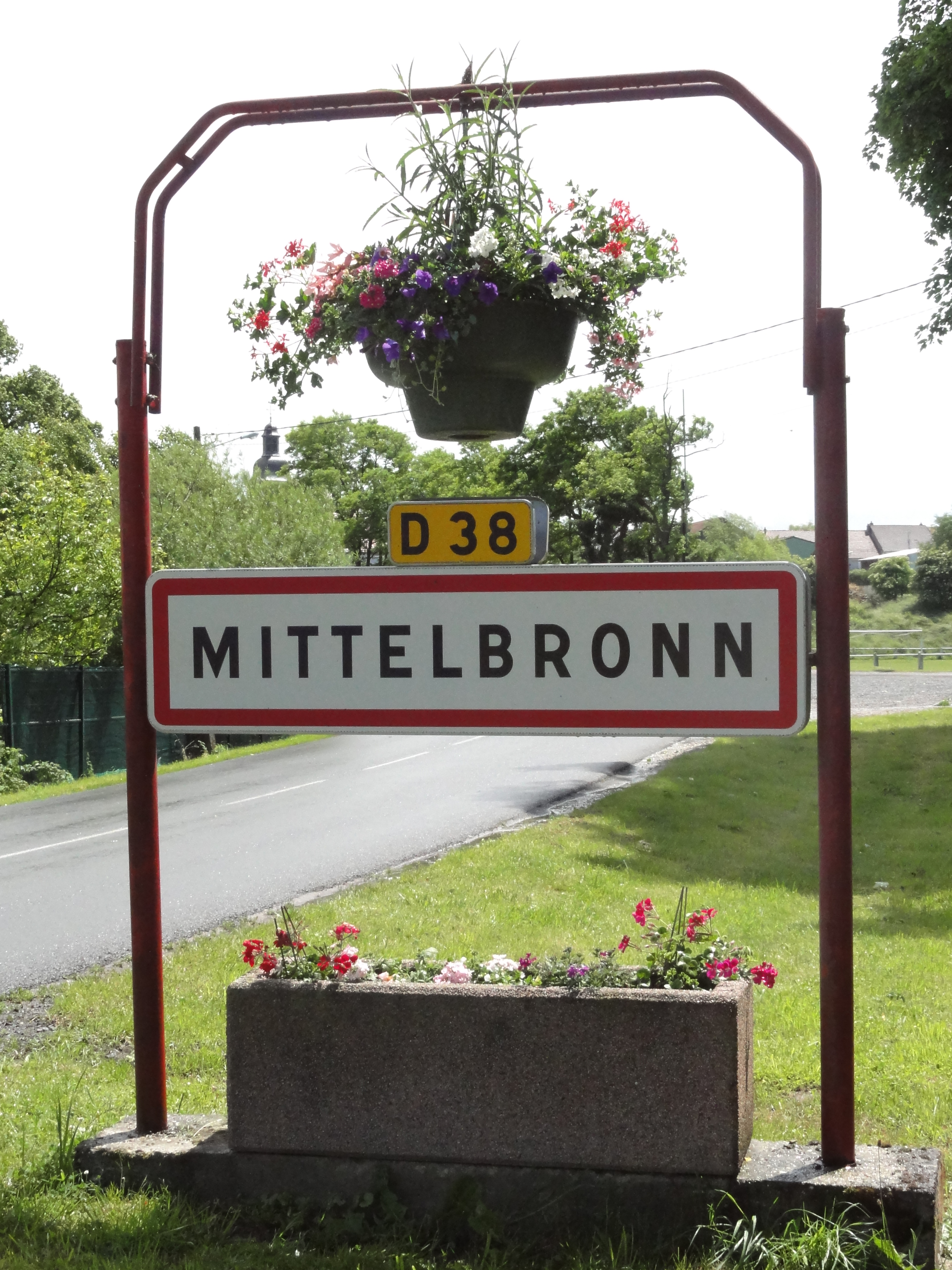
Entrée de l'agglomération

### Hydrographie
La commune est située dans le bassin versant du Rhin au sein du bassin Rhin-Meuse. Elle est drainée par le ruisseau le Nesselbach, le ruisseau Charbonnerie, le ruisseau Hesselgraben, le ruisseau le Kuhbach et le ruisseau le Waldbach.

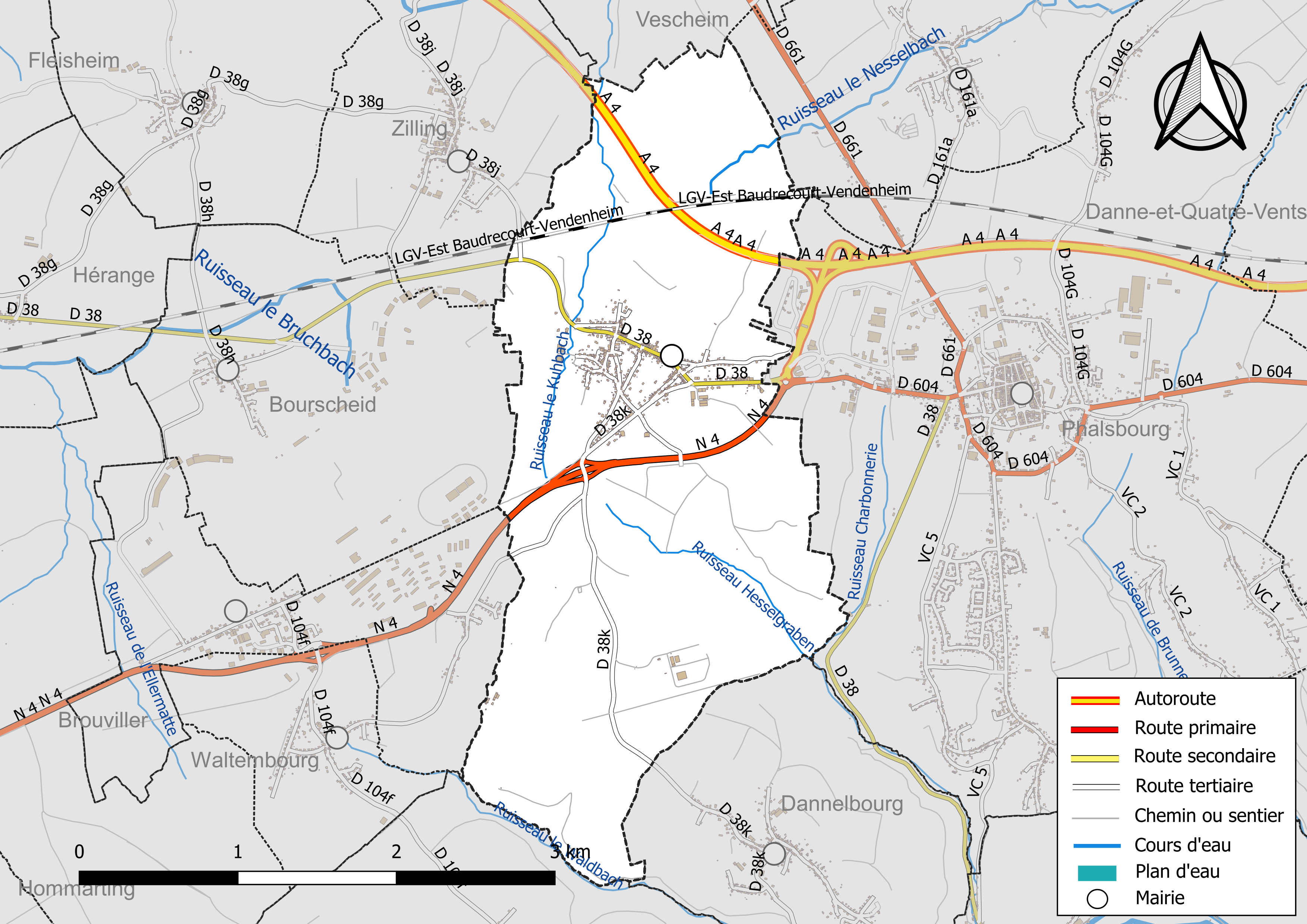
Réseaux hydrographique et routier de Mittelbronn.

### Climat
Pour des articles plus généraux, voir Climat du Grand Est et Climat de la Moselle.
En 2010, le climat de la commune est de type climat des marges montargnardes, selon une étude du Centre national de la recherche scientifique s'appuyant sur une série de données couvrant la période 1971-2000. En 2020, Météo-France publie une typologie des climats de la France métropolitaine dans laquelle la commune est exposée à un climat semi-continental et est dans la région climatique  Vosges, caractérisée par une pluviométrie très élevée (1 500 à 2 000 mm/an) en toutes saisons et un hiver rude (moins de 1 °C). 
Pour la période 1971-2000, la température annuelle moyenne est de 9,8 °C, avec une amplitude thermique annuelle de 17,2 °C. Le cumul annuel moyen de précipitations est de 935 mm, avec 12 jours de précipitations en janvier et 10,3 jours en juillet. Pour la période 1991-2020, la température moyenne annuelle observée sur la station météorologique de Météo-France la plus proche, « Phalsbourg_sapc », sur la commune de Danne-et-Quatre-Vents à 5 km à vol d'oiseau, est de 10,4 °C et le cumul annuel moyen de précipitations est de 864,9 mm. 
La température maximale relevée sur cette station est de 38,1 °C, atteinte le 12 août 2003 ; la température minimale est de −22 °C, atteinte le 10 février 1956,,. 
Les paramètres climatiques de la commune ont été estimés pour le milieu du siècle (2041-2070) selon différents scénarios d'émission de gaz à effet de serre à partir des nouvelles projections climatiques de référence DRIAS-2020. Ils sont consultables sur un site dédié publié par Météo-France en novembre 2022.

## Urbanisme

### Typologie
Au 1er janvier 2024, Mittelbronn est catégorisée commune rurale à habitat dispersé, selon la nouvelle grille communale de densité à sept niveaux définie par l'Insee en 2022.
Elle appartient à l'unité urbaine de Phalsbourg, une agglomération intra-départementale regroupant trois  communes, dont elle est une commune de la banlieue,,. La commune est en outre hors attraction des villes,.

### Occupation des sols
L'occupation des sols de la commune, telle qu'elle ressort de la base de données européenne d’occupation biophysique des sols Corine Land Cover (CLC), est marquée par l'importance des territoires agricoles (63,2 % en 2018), en diminution par rapport à 1990 (64,1 %). La répartition détaillée en 2018 est la suivante : 
forêts (27,4 %), terres arables (24,2 %), zones agricoles hétérogènes (21,8 %), prairies (17,2 %), zones urbanisées (7,5 %), zones industrielles ou commerciales et réseaux de communication (1,9 %). L'évolution de l’occupation des sols de la commune et de ses infrastructures peut être observée sur les différentes représentations cartographiques du territoire : la carte de Cassini (XVIIIe siècle), la carte d'état-major (1820-1866) et les cartes ou photos aériennes de l'IGN pour la période actuelle (1950 à aujourd'hui).

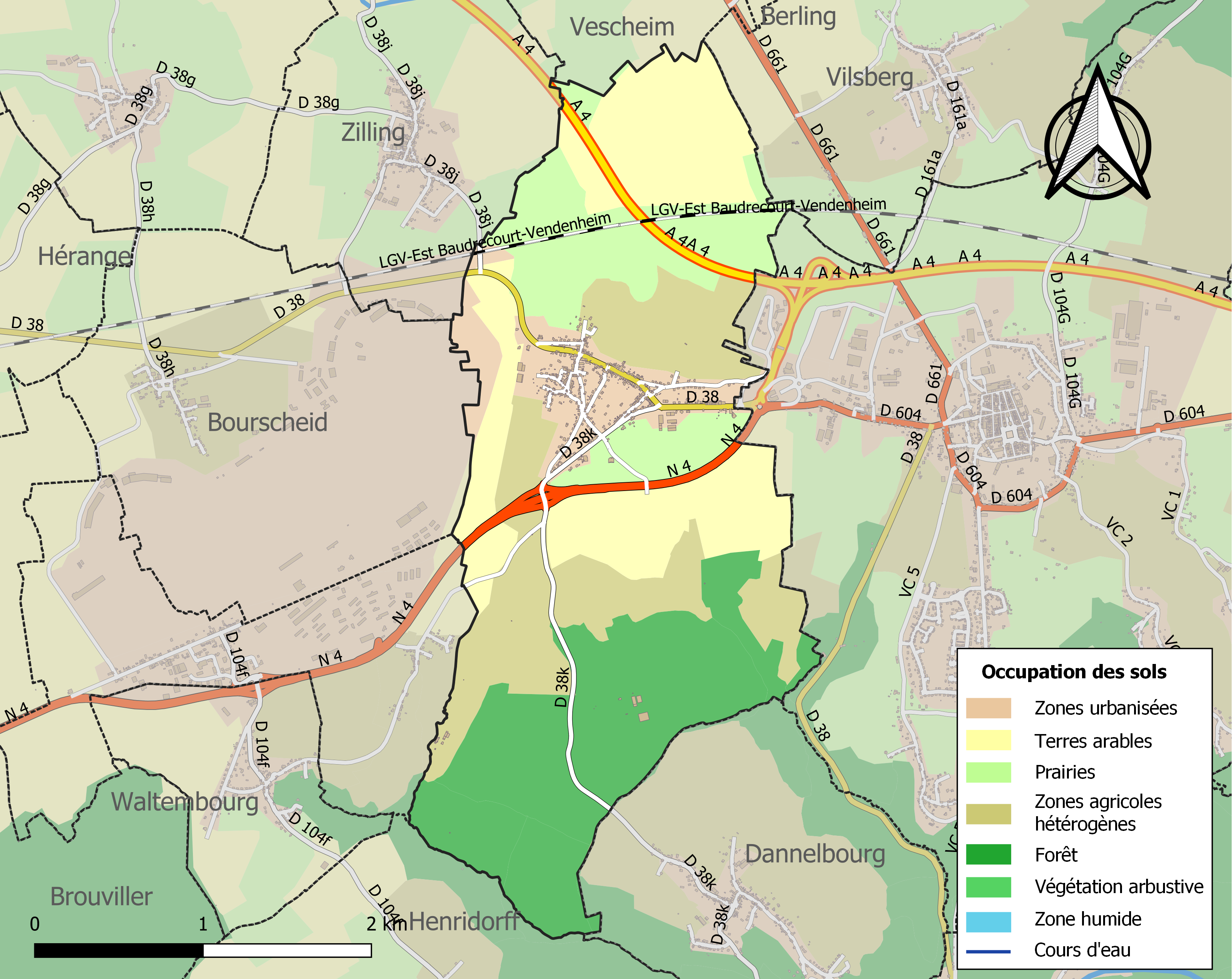
Carte des infrastructures et de l'occupation des sols de la commune en 2018 (CLC).

## Toponymie
- Mittelbron (1589), Mittelbrun (1719), Mittelbrunn (1751), Mittelbronne (1793), Mittelbrone (1801).
- Mittelbrunn en francique lorrain.

### Sobriquet
Ancien surnom sur les habitants : Füdertuch (toile servant au transport du foin).

## Histoire
- Il existait un important atelier de poteries à l'époque gallo-romaine.
- La famille alsacienne de Landsberg a possédé la seigneurie de Mittelbronn du XIIIe au XVIe siècle[14].
- Réuni à la France en 1661 (traité de Vincennes).

## Politique et administration
| Période                                  | Période   | Identité            | Étiquette | Qualité |
| ---------------------------------------- | --------- | ------------------- | --------- | ------- |
| 1983                                     | mars 2001 | René Fischer        |           |         |
| mars 2001                                | 2005      | Jeannot Leyendecker |           |         |
| 2005                                     | En cours  | Roger Berger        | PS        |         |
| Les données manquantes sont à compléter. |           |                     |           |         |

## Démographie
L'évolution du nombre d'habitants est connue à travers les recensements de la population effectués dans la commune depuis 1793. Pour les communes de moins de 10 000 habitants, une enquête de recensement portant sur toute la population est réalisée tous les cinq ans, les populations de référence des années intermédiaires étant quant à elles estimées par interpolation ou extrapolation. Pour la commune, le premier recensement exhaustif entrant dans le cadre du nouveau dispositif a été réalisé en 2006.

En 2022, la commune comptait 642 habitants, en évolution de −6,69 % par rapport à 2016 (Moselle : +0,52 %, France hors Mayotte : +2,11 %).
| 1793 | 1800 | 1806 | 1821 | 1831 | 1836 | 1841 | 1846 | 1851 |
| ---- | ---- | ---- | ---- | ---- | ---- | ---- | ---- | ---- |
| 509  | 553  | 622  | 684  | 827  | 839  | 794  | 865  | 851  |

| 1856 | 1861 | 1871 | 1875 | 1880 | 1885 | 1890 | 1895 | 1900 |
| ---- | ---- | ---- | ---- | ---- | ---- | ---- | ---- | ---- |
| 733  | 772  | 758  | 751  | 735  | 701  | 677  | 690  | 682  |

| 1905 | 1910 | 1921 | 1926 | 1931 | 1936 | 1946 | 1954 | 1962 |
| ---- | ---- | ---- | ---- | ---- | ---- | ---- | ---- | ---- |
| 685  | 603  | 544  | 560  | 520  | 525  | 502  | 502  | 513  |

| 1968 | 1975 | 1982 | 1990 | 1999 | 2006 | 2011 | 2016 | 2021 |
| ---- | ---- | ---- | ---- | ---- | ---- | ---- | ---- | ---- |
| 552  | 641  | 614  | 556  | 639  | 676  | 661  | 688  | 658  |

| 2022 | - | - | - | - | - | - | - | - |
| ---- | - | - | - | - | - | - | - | - |
| 642  | - | - | - | - | - | - | - | - |

## Culture locale et patrimoine

### Lieux et monuments
- Église Saint-Martin XVIIIe siècle : statues en grès.
- Synagogue construite en 1775, abandonnée avant 1914, bâtiment désaffecté, situé place de l'église.
- Un calvaire au parvis de l'église et des croix de chemin.
- Découverte d'un atelier de potiers ; poteries de Cibiscus, vases de Satto ; four à brique.
- Lavoir.
- Deux plaques mémoriaux de la guerre de 1914-1918 dans l'église.

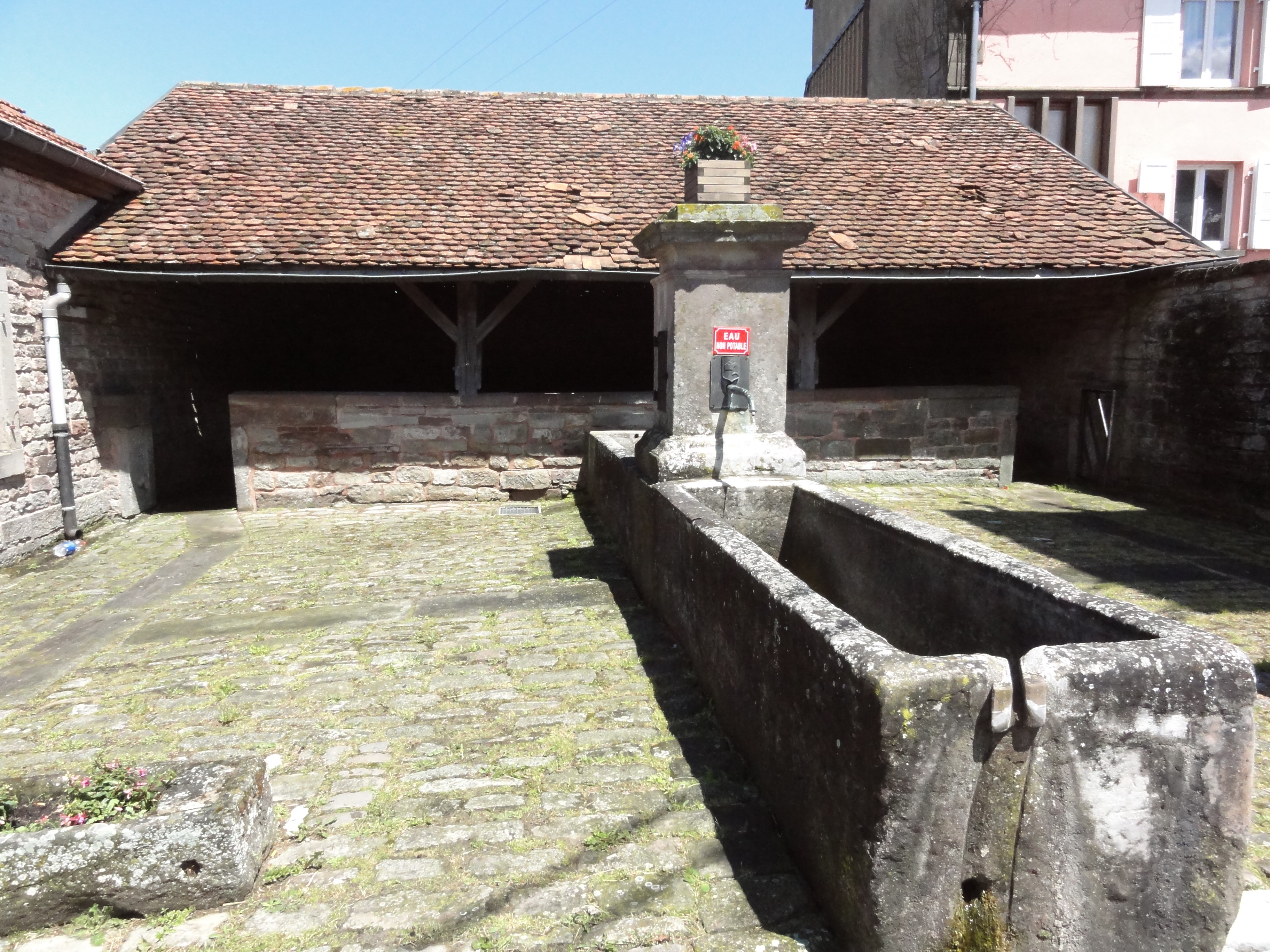
Extérieur du lavoir.
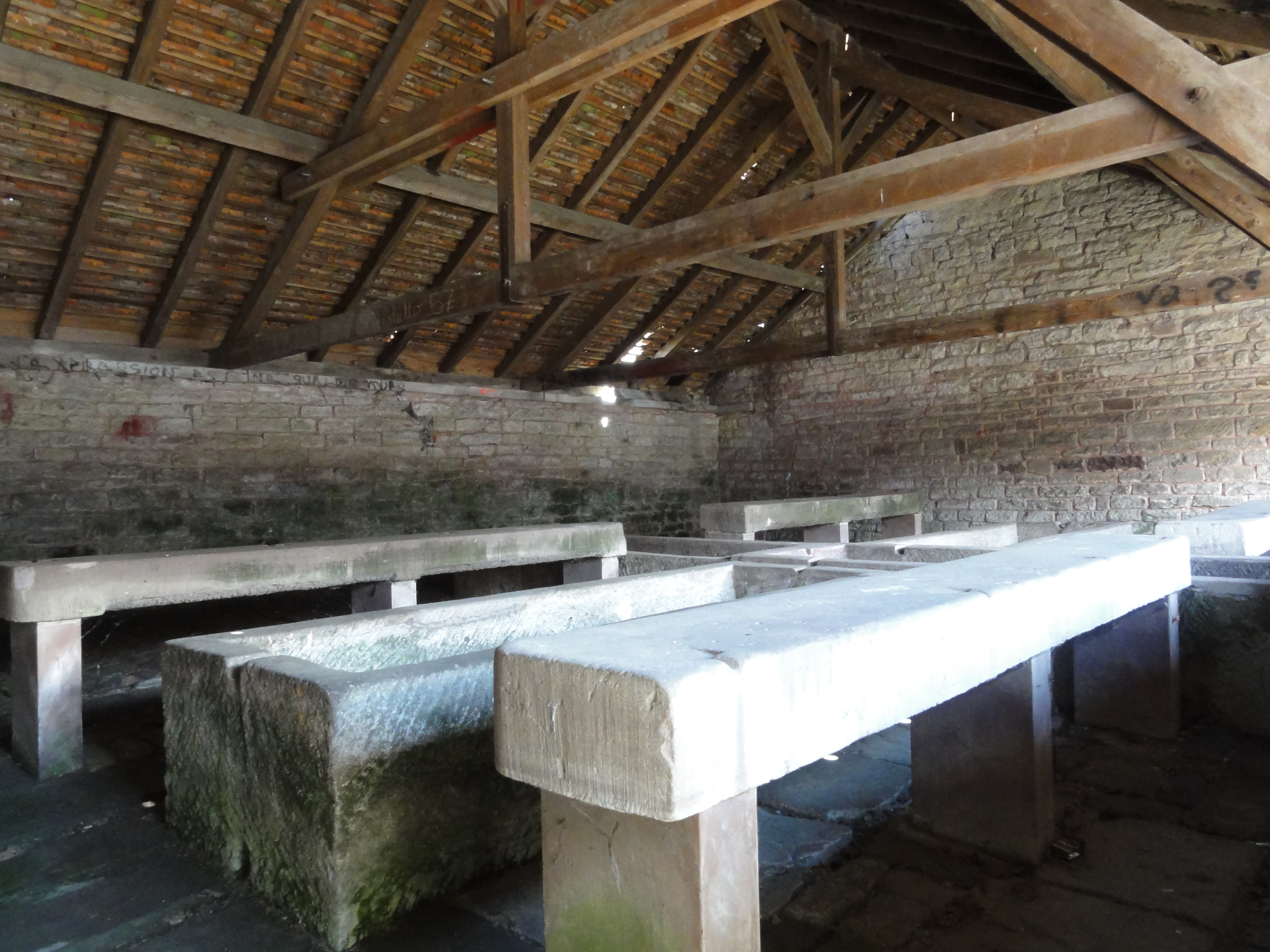
Intérieur du lavoir.
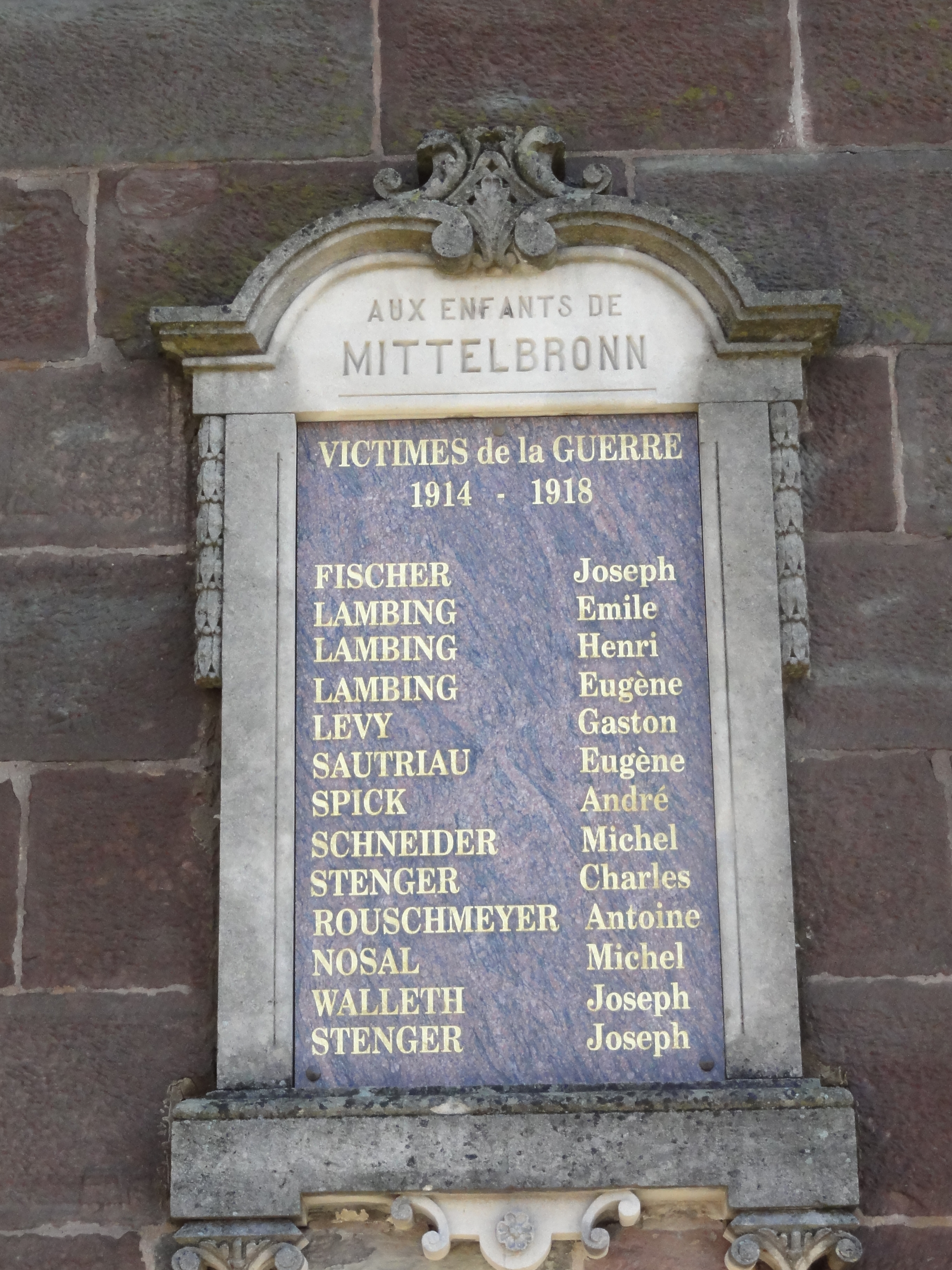
Plaque mémorial de la guerre de 1914-1918.
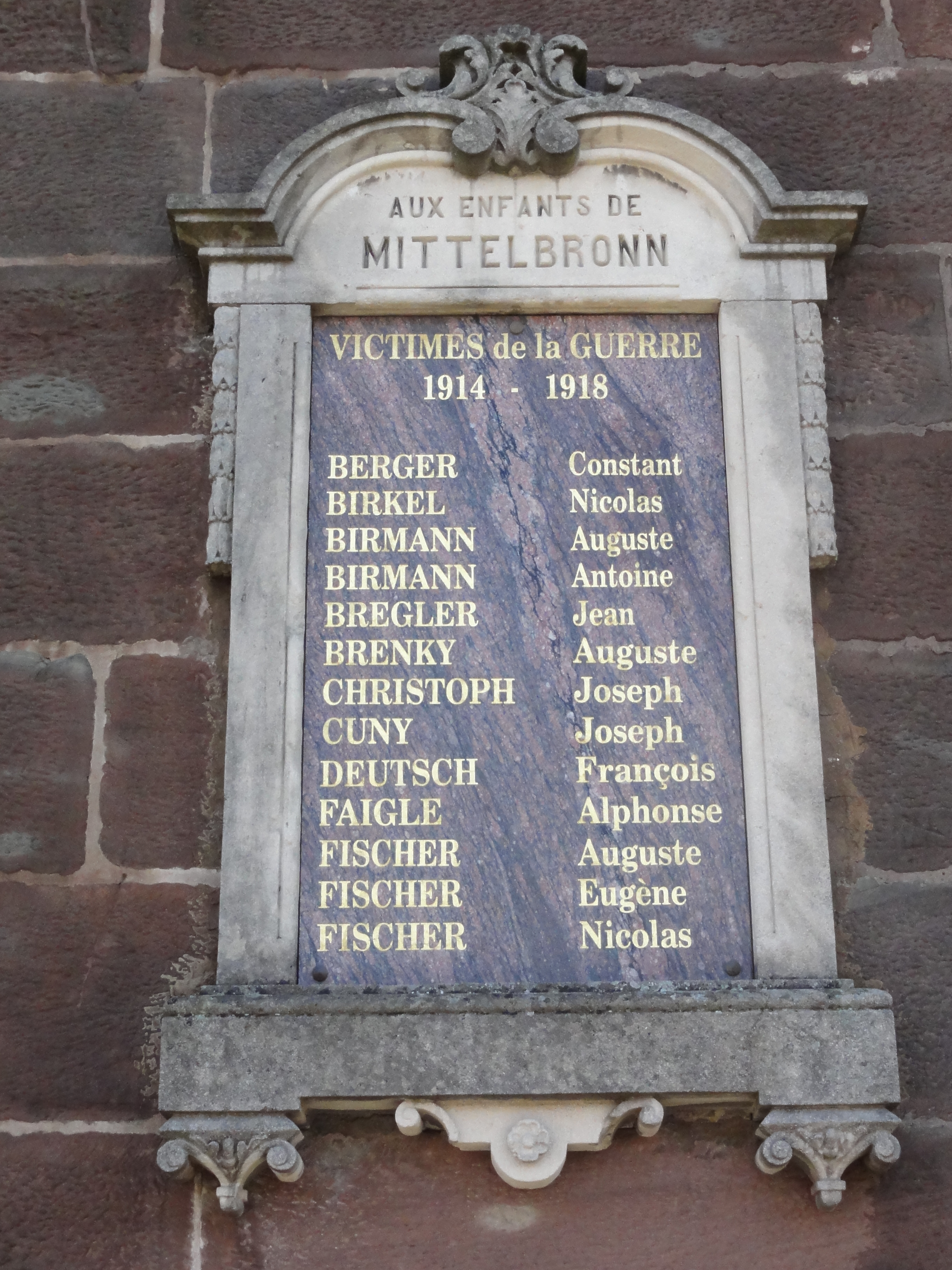
Plaque mémorial de la guerre de 1914-1918.
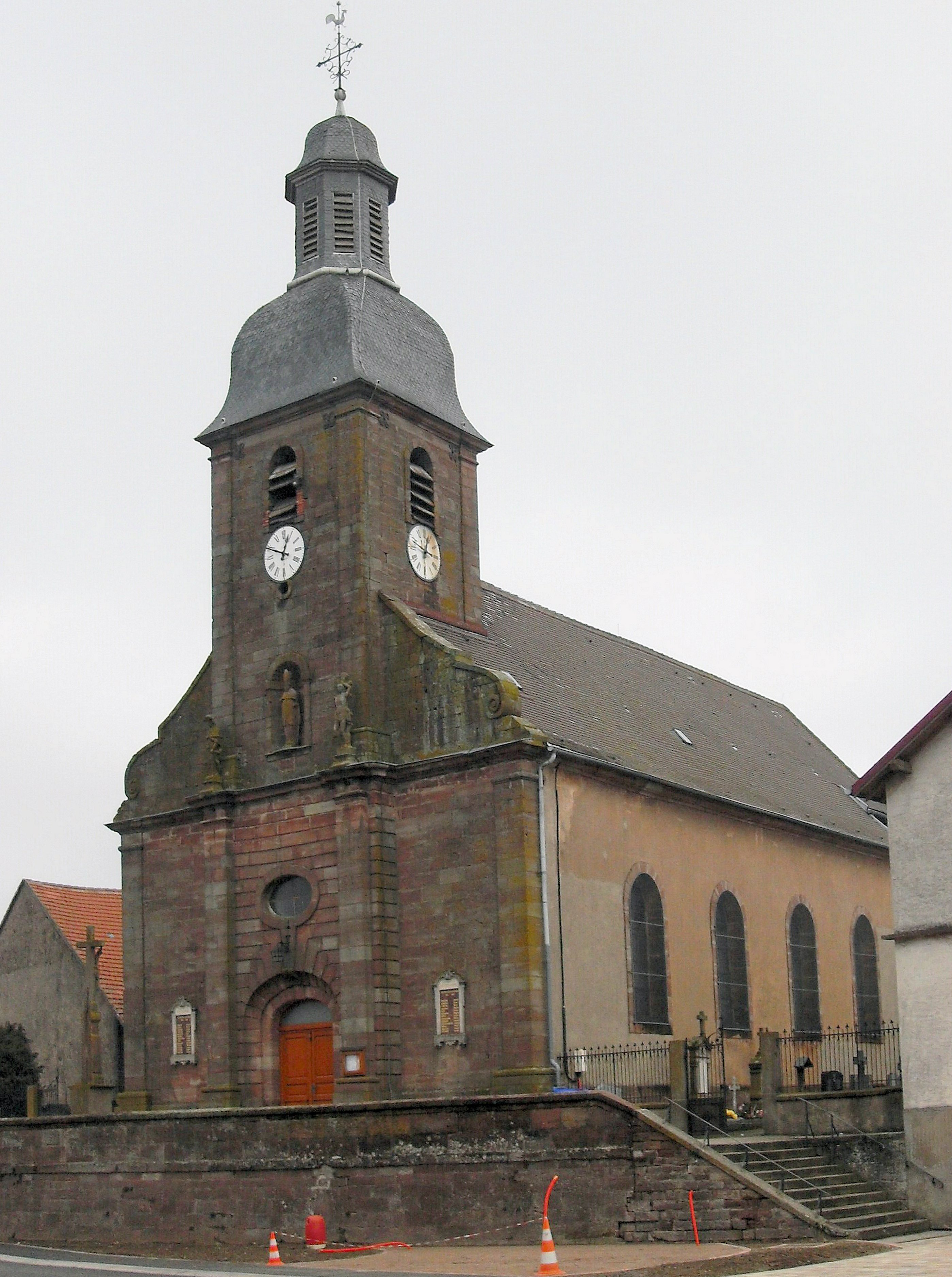
L'église Saint-Martin.
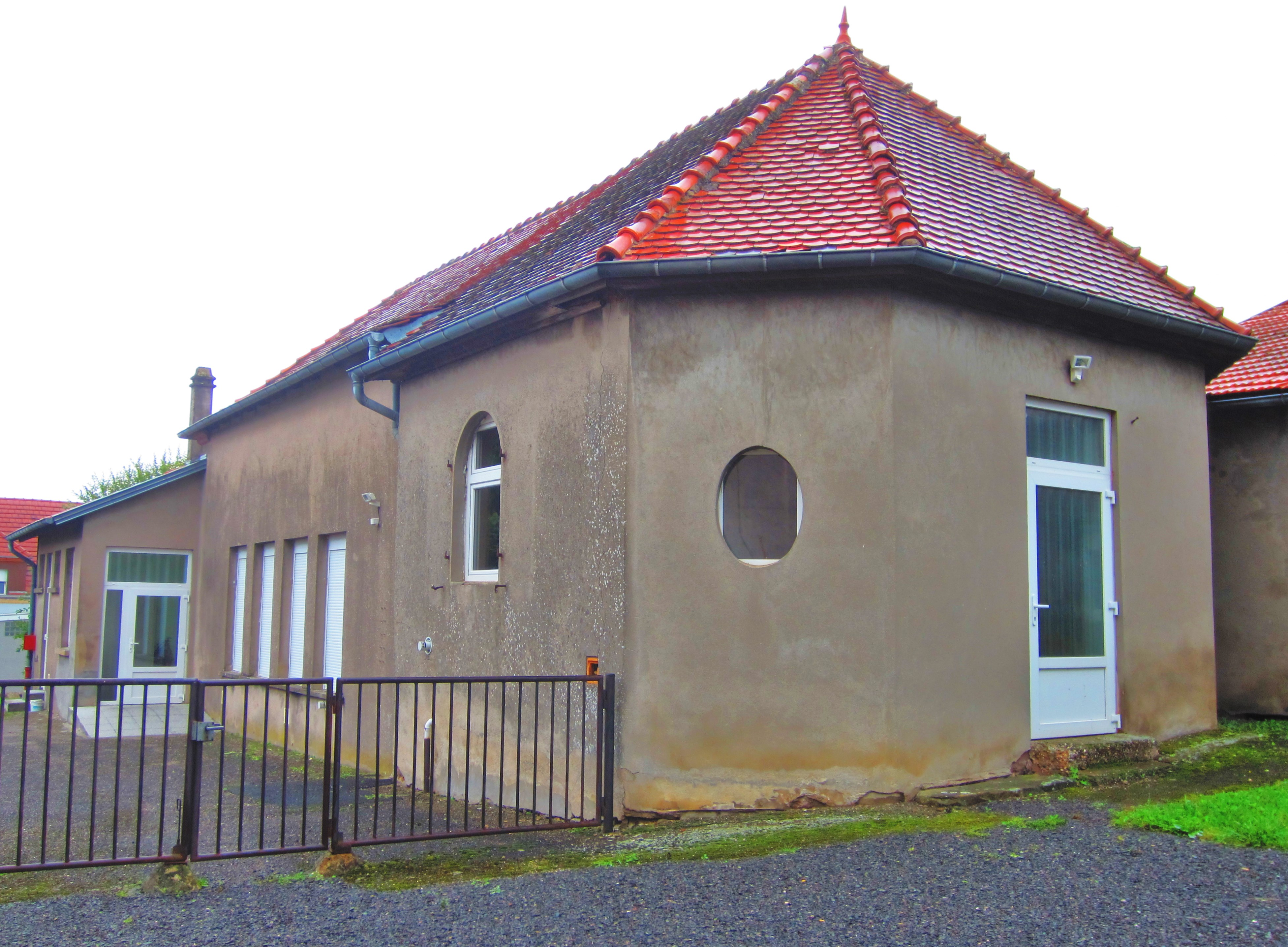
Ancienne synagogue.
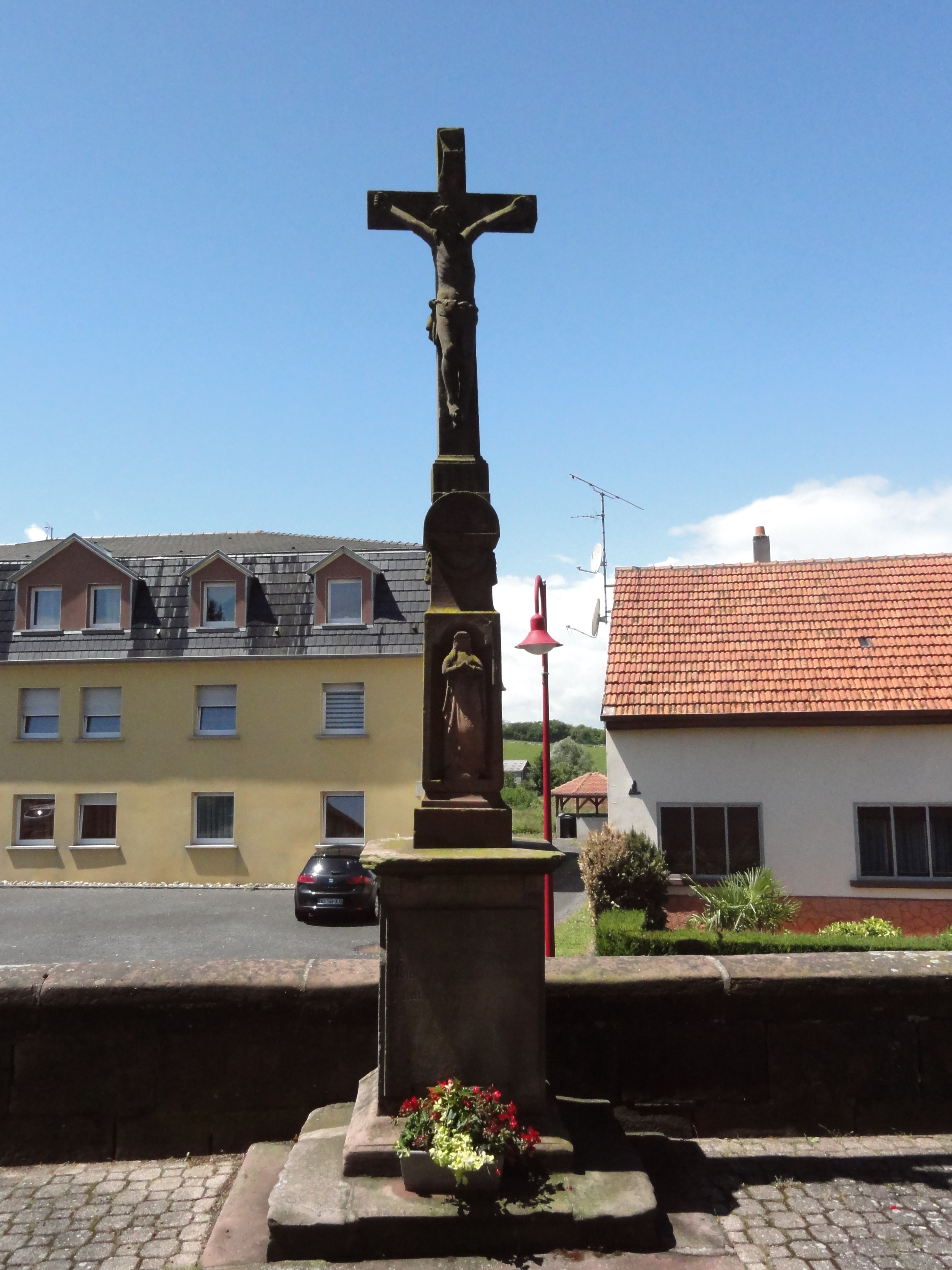
Calvaire.
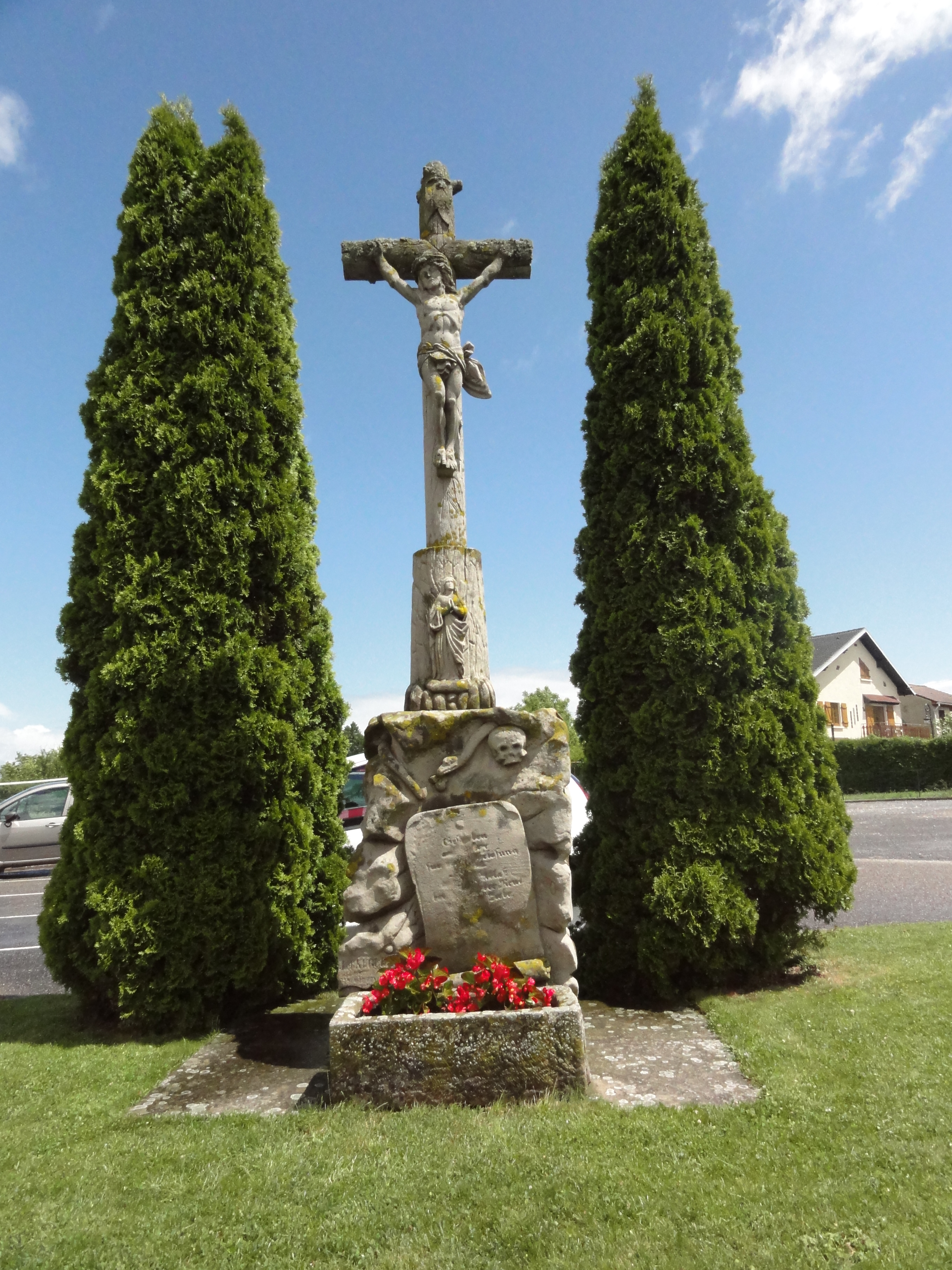
Croix de chemin.

### Personnalités liées à la commune

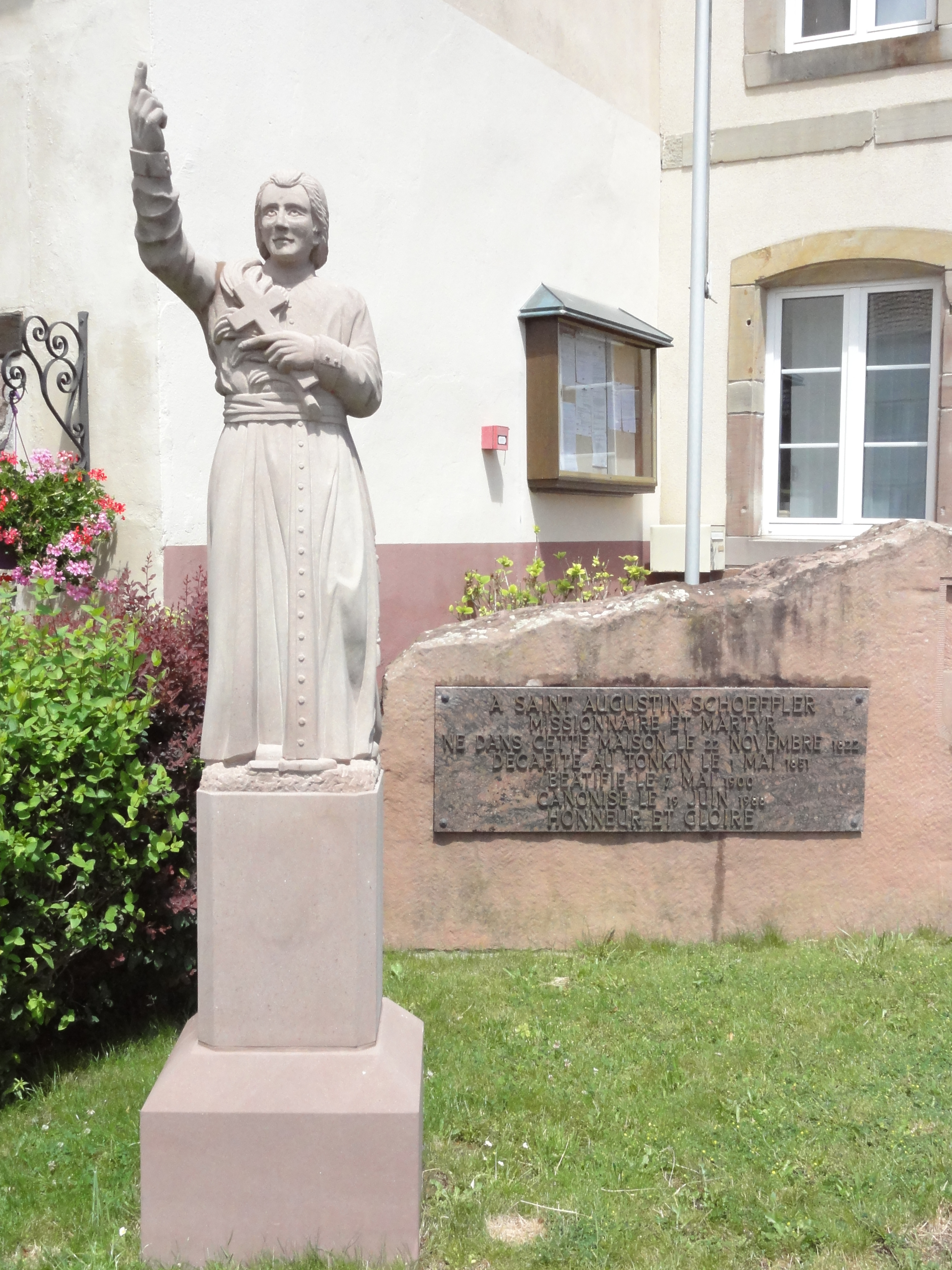
Maison natale et statue Saint Augustin Schoeffler à Mittelbronn

- Augustin Schoeffler né le 22 novembre 1822, mort décapité le 1er mai 1851, martyr au Tonkin.

### Héraldique
| Blason de Mittelbronn | Blason  | Coupé au 1 parti de sinople au mont à six coupeaux d'or, et d'argent ; au 2 d'azur à la fontaine jaillissante d'argent terrassée de sinople. |
| Blason de Mittelbronn | Détails | Le statut officiel du blason reste à déterminer.                                                                                             |